# Kobieta, która widziała śmierć
Kobieta, która widziała śmierć – polski niemy film fabularny (dramat) z 1919 roku. Film nie zachował się do dziś.

## Fabuła
Akcja filmu ogniskuje się wokół uczucia młodego mężczyzny do pięknej kobiety. Przed jego konsekwencjami ostrzegają mężczyznę przyjaciele, mówiąc że owa kobieta "widziała śmierć" i nie zawaha się nawet zabić człowieka, który stanie na przeszkodzie jej planom.
Obraz podzielony na części: Tajemnica, Idylla, Tragiczna schadzka, Zdobyte perły.

## Obsada
- Helena Bożewska
- Bronisław Oranowski
- Bolesław Mierzejewski
- Wojciech Brydziński
- Władysław Staszkowski